# Irene Soltwedel-Schäfer
Irene Barbara Lilia Soltwedel-Schäfer (ur. 28 stycznia 1955 w Celle) – niemiecka polityk i przedsiębiorca, posłanka do Parlamentu Europejskiego IV kadencji.

## Życiorys
Była działaczką partii Zielonych w Hesji. W latach 1987–1994 zasiadała w heskim landtagu. W latach 1994–1999 sprawowała mandat eurodeputowanej, była m.in. członkinią Komisji ds. Gospodarczych i Walutowych oraz Polityki Przemysłowej. W 1999 zajęła się prowadzeniem własnej działalności gospodarczej w ramach przedsiębiorstwa doradczego European Communication.